# فريدي غونزاليس (لاعب كرة قدم مواليد 1978)
فريدي غونزاليس هو لاعب كرة قدم فلبيني في مركز الهجوم، ولد في 1 أكتوبر 1978 في ماندالويونغ في الفلبين. شارك مع منتخب الفلبين لكرة القدم. أما مع النوادي، فقد لعب مع نادي كايا–إيلويلو.

## وصلات خارجية
- فريدي غونزاليس (لاعب كرة قدم مواليد 1978) على موقع قاعدة بيانات كرة القدم.إي يو (الإنجليزية)
- فريدي غونزاليس (لاعب كرة قدم مواليد 1978) على موقع ناشيونال فوتبول تيمز (الإنجليزية)